# أباد إرم بشت
أباد إرم بشت هي قرية في مقاطعة أصفهان، إيران. يقدر عدد سكانها بـ 220 نسمة بحسب إحصاء 2016.